# Романова, Валентина Гончиковна
Валентина Гончиковна Рома́нова (1932—1986) — старший чабан совхоза «Селенгинский» Селенгинского района Бурятской АССР; Герой Социалистического Труда (23.12.1976).

## Биография
Романова Валентина Гончиковна родилась в 1932 году.

### Детство
После потери родителей в раннем детстве, воспитывалась в подмосковном детском доме.
 
Когда началась Великая Отечественная война, детдом был эвакуирован в Сибирь. Там скотовод Гончик Романов, бурят по национальности, удочерил Валентину, — чьё отчество она и носила всю жизнь.

### Юность
Отучившись в школе, в 1945—1947 годах работала прицепщиком в полеводческой бригаде колхоза «Улан-Удэ» Селенгинского района; потом трудилась на Селендумском ремонтно-механическом заводе (РМЗ): сначала подсобным рабочим, затем – токарем.

### Чабан
- С 1960 года В. Г. Романова работала чабаном в совхозе «Селенгинский»
- с первого года работы она вошла в число «сотников» района: получила и вырастила к отбивке от каждой сотни овцематок 100 ягнят.
- В 1964 году она довела до отбивки уже 102 ягнёнка от каждых ста овцематок.
- За годы 9-й пятилетки (1971—1975) В. Г. Романова получила в среднем на каждую сотню овцематок по 111 ягнят и настригла по 3,5 килограмма шерсти с каждой овцы.

### Государственное признание
Указом Президиума Верховного Совета СССР от 23 декабря 1976 года 
за выдающиеся успехи, достигнутые во Всесоюзном социалистическом соревновании, проявленную трудовую доблесть в выполнении планов и социалистических обязательств по увеличению производства и продажи государству зерна и других сельскохозяйственных продуктов в 1976 году Романова Валентина Гончиковна удостоена звания Героя Социалистического Труда с вручением ордена Ленина и золотой медали «Серп и Молот».

### Личная жизнь
— Когда сообщили, что стала Героем — я пол подметала, — совок уронила. Иду корову доить, а меня несёт куда-то в сторону. Расплакалась… Деньги перечисляла в Советский фонд мира: в Сальвадоре война, в Афганистане, в Ливане… В школы отдавала, в больницы — там нет машин. Мне машина-то зачем? Мотоцикл есть, лошадь…
Жила в селе Ехэ-Цаган; позже в улусе Шанан.

## Награды
Награждена:
- орденами:
  - Ленина (06.09.1973[2]),
  - Ленина (23.12.1976, № 425955[2]),
  - Золотая медаль «Серп и Молот» (23.12.1976, медаль № 18582[2]),
  - орден Трудового Красного Знамени (08.4.1971),
- медалями, в том числе:
  - медалью «За  доблестный труд» в ознаменовании столетия со дня рождения В.И.Ленина.